# USS Hancock (CV-19)
La USS Hancock (hull classification symbol CV/CVA-19) è stata una delle ventiquattro portaerei Classe Essex realizzate durante la Seconda guerra mondiale per la United States Navy.
Questa fu la quarta unità navale della flotta US Navy a portare questa designazione, così battezzata a memoria di John Hancock, presidente del secondo Congresso Continentale e primo governatore del Commonwealth del Massachusetts. La Hancock entrò in servizio nell'aprile 1944 venendo coinvolta in numerose operazioni belliche nel teatro della Guerra del Pacifico,ottenendo quattro battle star. Il 25 novembre 1944 fu attaccata da un kamikaze: il fuoco antiaereo riuscì a distruggere l'aereo, ma una parte della fusoliera si schiantò sul ponte di volo provocando un incendio che causò lievi danni. Dismessa poco tempo dopo il termine del conflitto, fu oggetto di un'opera di modernizzazione adottando un ponte di volo angolato in luogo di quello originale, dritto, secondo il progetto 27-C. Venne nuovamente varata nei primi anni cinquanta come Attack Aircraft Carrier (CVA). Il 3 aprile 1956 si tenne a bordo un concerto di Elvis Presley.
Nella seconda parte della sua carriera operò esclusivamente nell'Oceano Pacifico, giocando un ruolo di primo piano durante la Guerra del Vietnam, per il quale ha ottenuto una nuova decorazione, la Navy Unit Commendation (NUC). Fu la prima portaerei della marina statunitense ad essere equipaggiata con catapulte a vapore.
La USS Hancock fu definitivamente radiata nei primi mesi del 1976, quindi venduta ad una società per la sua rottamazione quello stesso anno.